# Hardstyle
Hardstyle [hárdstajl] je elektronický taneční žánr, který vznikl koncem 20. století v Nizozemsku. V této době se Hardstyle vyvinul v jeden z nejdůležitějších stylů EDM.
Má vztah k hard trance, ale také má blízký vztah k Hardcore techno, Nu Style Gabber. Vyznačuje se agresivnějšími smyčkami s hutnými basy, breakdowny a melodiemi. Průměrné tempo je mezi 150 až 160 BPM, což je asi o 20 BPM méně, než Nu Style Gabber. Spoustu Hardcore producentů dělá také Hardstyle, většinou však pod jiným aliasem. Na akcích se Hardstyle hraje společně s Nu-NRG a Gabber ve Velké Británii a s Hard Trance a Hardcore ve zbytku Evropy.
Hardstyle je vytvářen hlavně producenty z Nizozemska, Itálie a Německa. Hardstyle scéna se však rychle vyvíjí i v ostatních zemích např. Velká Británie, Belgie, Polsko, Švédsko, Norsko nebo Austrálie.

## Historie

### Počátky
Na konci 20. století vznikl z experimentování Hardcore producentů, jako je Pavo či The Prophet, nový styl. Na začátku nového milénia se pořádaly první akce jako Qlubtempo či Qlimax. V té době se Hardstyle charakterizoval kolem 140 BPM, jednoduchými melodiemi a tzv. "reverse bass".
Dne 4. července 2002 společnost Q-Dance, pořadatel Qlimaxu a Qlubtempa, zaregistrovala značku Hardstyle.
V tomto roce byly také založeny dva nové labely. The Prophet založil Scantraxx a Fusion je label od DJ Zany a Donkey Rollers. Oba labely se od začátku zaměřují především na Hardstyle.
V letech 2004-05 se začal Hardstyle zrychlovat. Rychlost se zvýšila na hodnotu kolem 150 BPM. Také se stal melodičtější a na melodii byl kladen větší důraz než na kick. Dnes se počáteční Hardstylové tvorbě do roku 2006 říká Early Hardstyle (v překladu Raný Hardstyle)

### Vznik Raw Hardstyle
V letech 2006 až 2008 byl jediným stylem Nu-Hardstyle (nu=new) (energický, melodický, s melodickými bassy v porovnání s Early Hardstyle) - pro srovnání: Headhunterz, Showtek, Noisecontrollers, Brennan Heart, Wildstylez (nu-hardstyle) oproti The Prophet, Pavo, Zany, Luna (early hardstyle). Začali se však objevovat producenti, kteří tvořili hudbu podobnou Early Hardstyle, se značným vlivem Dutch Hardcore. Tento podstyl se vyznačuje temnějšími melodiemi a opět se častěji používá „reverse bass“. Později dostal nový podstyl jméno Raw Hardstyle či Rawstyle (v překladu Syrový Hardstyle) a začal se podstatněji rozvíjet koncem roku 2009, kdy se hardstyle definitivně rozdělil na Euphoric a Rawstyle.
Rawstyle se postupně začal šířit a získal si popularitu i mezi fanoušky Euphoric Hardstyle.

### Dubstyle
V začátcích druhé dekády 21. století vznikl kombinovaný styl Dubstyle. Dubstyle kombinuje Hardstyle a Dubstep. Je pro něj typický kombinovaný tvrdý kick z Hardstyle a "Wobble bass" z Dubstepu. Celkově však více podléha vlivu Dubstepu, jelikož i tempo bývá pomalejší, uzpůsobené vokálům a melodii, nicméně se nejedná o příliš rozšířený styl.

### Dnešní scéna
V dnešní době pokračuje dominance Euphoric Hardstyle, i když Raw patří také mezi oblíbené. Nadále se Hardstyle v podání některých producentů zjemňuje až na hranici Hard Trance. Mezi dominantní producenty na poli Euphoric Hardstyle patří např. Coone, Da Tweekaz, Frontliner či Cyber. Nu-Style produkuje hlavně Wildstylez. Pozornost na sebe strhávají jména jako Phuture Noize, Sub Zero Project, Rebelion a mnoho dalších. Na Rawstyle scéně se prosadil zejména Delete, Zatox, duo Gunz for Hire či Titan.

## Hardstyle akce
Vedoucí společností, která připravuje nejvíce Hardstyle festivalů na světě, je Q-Dance. Připravuje velké akce na fotbalových stadionech, letištích apod. Hned po nejúspěšnější společnosti Q-Dance následuje B2S a dále společnost Bass Events. Nejvíce takových akcí se pořádá v Holandsku. V Česku je nejúspěšnější společností v pořádání hard eventů IMI Dance.
Q-DANCE Qlimax, Q-base, X-Qlusive, Defqon.1, Dominator, The Qontinent, The Qore 3.0, WOW WOW, Airbeat One
B2S Decibel Outdoor Festival, Hardbass, Back to School, Euphoria, Thrillogy, Hardcore4life
BASS EVENTS Bassleader, Reverze, Syndicate, Summer Festival, Pleasure Island (byl i v ČR)
IMI DANCE Imagination Festival, Outdoor Rave, Devastator, Rezonance

## Hardstyle v Česku a na Slovensku
Hardstyle se v posledních letech dostává i do České republiky a současně se začínají objevovat i Hardstyle producenti. Mezi jedny z prvních producentů patří Upraiser, Thoqy, Raweez, 3nity, VerdyBoy, Phase Master, Hotaru a jiní. V prosinci roku 2007 začal fungovat i hudební label Observatory Media vydávající mimo jiné i Hardstyle. Nový zvuk přináší na scénu jména jako Hatom, Deel a nebo THEBOYWITHSPEC.
V Česku i na Slovensku se v posledních letech Hardstyle rozšiřuje. V obou zemích najdeme jak producenty, DJs, tak i stále větší akce, které jsou zaměřené na tvrdší elektronickou hudbu jako je Hardstyle a Hardcore. V ČR funguje web o Hardstyle scéně Hardstyle.cz a na Slovensku je to pak Hardstyle.sk. Na Slovensku působí od roku 2011 také Hardstyle label Rawr Records založený producenty Raweez a Thoqy. V roce 2013 byly do České republiky pozvány hvězdy světového Hardstylu. Na Imagination Festivalu vystoupili na nové stagi Psyko Punkz a In-Phase. Nová akce Rezonance se na premiéře mohla pochlubit kromě Hardcore producentky AniMe také Hardstyle hvězdami Dymonic a Inner Heat. V dalších letech rozkvět vypukl naplno a Imagination Festival přivezl celou hardstyle / hardcore elitu včetně jmen jako Headhunterz, Angerfist, Noisecontrollers, Brennan Heart, Zatox, Dr. Peacock, Adaro, Ran-D, Miss K8, Noize Suppressor, Da Tweekaz, Destructive Tendencies, Deetox, Day-Már, Tha Playah, Regain, Art Of Fighters, Dj Mad Dog, Anime, Drokz, Estasia, Noisekick, Rebourne, Digital Punk, F.Noize, Andy The Core, Dj Thera, Delete a mnoho dalších.

### Hardstyle a Hardcore akce v Česku a na Slovensku
- Hardmission Festival (ČR)
- Imagination Festival (ČR)
- Outdoor Rave (ČR)
- Exploration Festival (ČR)
- Devastator (ČR)
- Rezonance (ČR)
- Prague Nightmare (ČR)
- Empire of Hardstyle (SK)
- Harddance Warriors (SK)
- Hardcore Operation (ČR)

## Nejznámější Hardstyle DJs a producenti
- Activator
- Adaro
- Adrenalize
- Alpha Twins
- Atmozfears
- Audiofreq
- B-Front
- Bass Modulators
- Brennan Heart
- Code Black
- Coone
- D-Block & S-te-Fan
- Da Tweekaz
- Frontliner
- Gunz 4 Hire (Ran-D & Adaro)
- Hard Driver
- Headhunterz
- Hardwell
- Isaac
- Klemotronix
- Mandy
- Mark With A K
- Max Enforcer
- Neilio
- Noisecontrollers
- Phuture Noize
- Psyko Punkz
- Ran-D
- Showtek (Duro & Walt)
- Stephanie
- Substance One
- Sub Zero Project
- Tatanka
- Technoboy
- The Pitcher
- The Prophet
- Titan
- TNT (Technoboy & Tuneboy)
- Toneshifterz
- Tuneboy
- Wasted Penguinz
- Wildstylez
- Wild Motherfuckers (Tatanka & Zatox)
- Zany
- Zatox
- Tevvez

## Labely
- A2 Records
- B2S Records
- Digital Age
- Dirty Workz
- Art of Creation
- Fusion
- Hard With Style Records
- Italian Hardstyle
- Q-Dance
- Roughstate
- Scantraxx
- Toff Music
- Unite Records
- We R

## Internetová rádia
- HARDSTATION.fm Archivováno 13. 8. 2019 na Wayback Machine.
- HARD.fm
- HARDBASE.fm
- Q-Dance Radio
- REVULSION.fm